# Abdul Ghani Baradar
Le mollah Abdul Ghani Baradar (dari/pachto : عبدالغنی برادر), né en 1968 dans le village de Weetmak, district de Dehrawood, dans la province d'Orozgan (Afghanistan), également appelé Mollah Baradar Akhund, est un homme politique et chef militaire afghan appartenant au mouvement taliban. Il est le cofondateur du mouvement Taliban en Afghanistan. Il a été l'adjoint du Mollah Omar. Baradar a été capturé au Pakistan par une équipe de l'Inter-Services Intelligence (ISI) et de la Central Intelligence Agency (CIA) en février 2010 et a été relâché le 24 octobre 2018 à la demande du gouvernement américain afin d'engager des pourparlers de paix dans le contexte de la guerre d'Afghanistan. Il est le numéro deux du régime taliban.

## Biographie
Né dans la province de l'Orozgan, au sud-centre du pays, il grandit à Kandahar. Il a combattu les forces soviétiques lors de la première phase de la guerre d'Afghanistan, et possiblement au côté du mollah Omar. C'est ce dernier qui lui aurait donné son surnom de Baradar (« frère », en persan).
Il exerce la fonction de vice-ministre de la Défense lors du régime talêb (1996-2001). De ce fait, il est aujourd'hui sujet aux sanctions de la résolution du Conseil de sécurité 1267 (1999) et poursuivi par le comité créé par la résolution 1267 (1999).
Après la chute du régime fin 2001, à la suite de l'attaque américaine d'octobre-décembre 2001, le mollah Beradar parvient à s'échapper. Il aurait ensuite fait partie d’un petit groupe de chefs talibans prêt à un accord reconnaissant la nouvelle administration de Kaboul, mais les États-Unis ont rejeté cette initiative. Il est nommé au conseil de direction taliban en 2003. Il exerce alors également le commandement militaire de la guérilla. Les mollahs Dadullah, Razzak et Akhtar Mohammad Osmani lui servent d'adjoints. En 2006, il perd ce commandement, remplacé par Djalâlouddine Haqqani, même s'il demeure un important commandant talêb.
Leader de la Choura de Quetta, il était considéré comme le numéro deux des talibans lors de sa capture à Karachi (Pakistan) en février 2010, effectuée par une opération menée par la CIA, la centrale de renseignement américaine, et l’agence de renseignements pakistanaise, le l'ISI (les services pakistanais),. Il est remplacé par Akhtar Mohammad Mansour.
Il est libéré en octobre 2018 afin de permettre des discussions secrètes entre les talibans et les États-Unis.

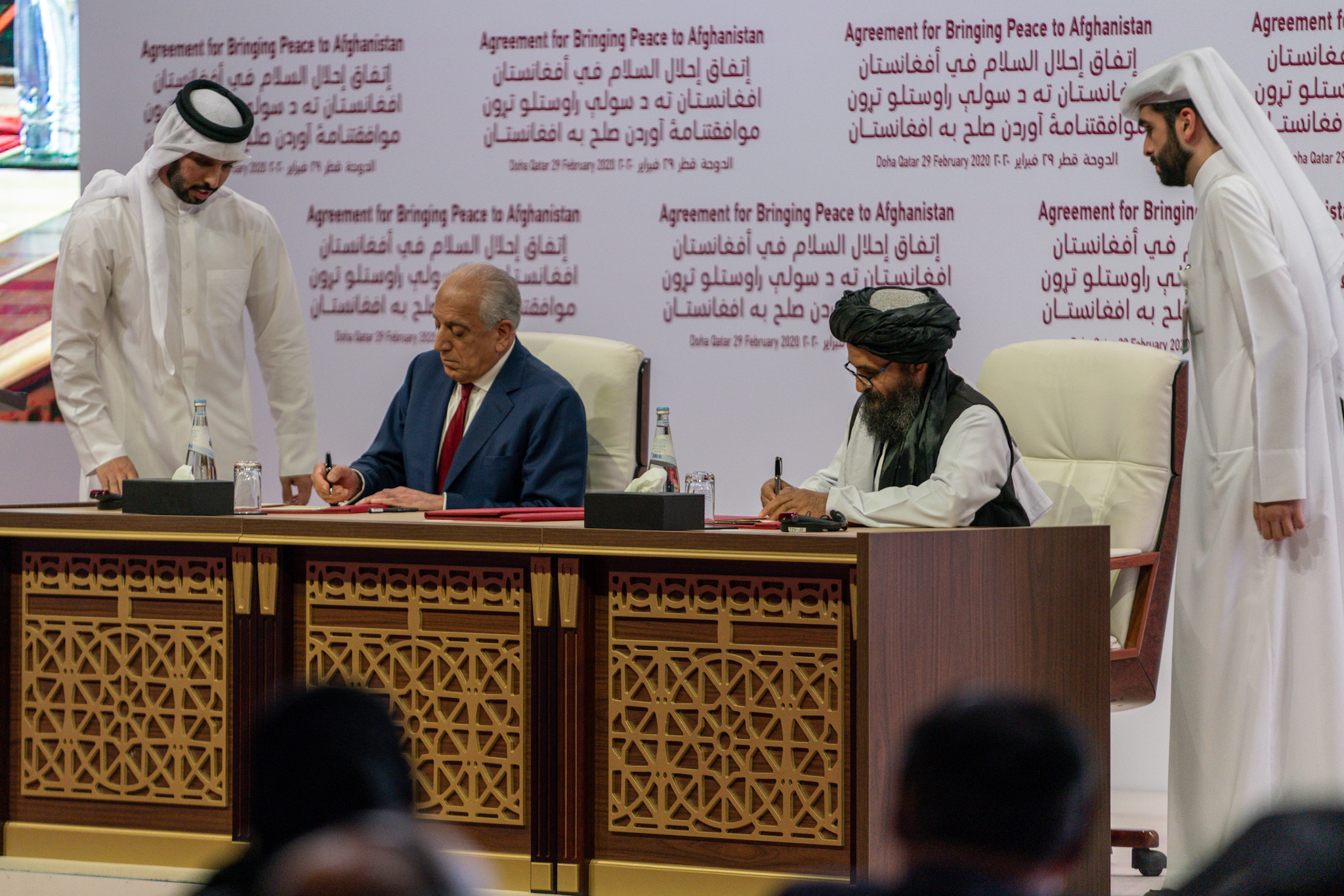
Signature de l'accord de paix avec les Talibans, auquel a participé Pompeo en tant que témoin

Depuis 2020, il est le négociateur en chef des talibans pour les pourparlers entre les rebelles, les États-Unis et le gouvernement afghan. À ce titre, il rencontre le secrétaire d'État américain Mike Pompeo à Doha (Qatar) le 29 février 2020. Des accords de paix sont alors signés, Zalmay Khalilzad signant pour les États-Unis, ainsi que le retrait des troupes américaines sous 14 mois.